# Bělá u Staré Paky
Bělá (deutsch: Biela) ist eine Gemeinde im Okres Semily, Liberecký kraj in Tschechien.

## Geographie
Der Ort befindet sich im Tal am Zusammenfluss der Bäche Tampelacka und Oleska.
Östlich liegen die Altpakaer Berge (Staropacké hory) mit dem Jiwa-Berg (Jíva 568 m).
Südöstlich erhebt sich der Lán mit 499 m. 
Der Ort liegt in der Mikroregion Pojizeří innerhalb der Euroregion Neiße.

## Geschichte
Der Ort wurde 1542 erstmals urkundlich erwähnt. Gegenwärtig leben 242 Einwohner in der Gemeinde.

### Bevölkerungsentwicklung
| Jahr | Einwohner | Häuser |
| ---- | --------- | ------ |
| 1600 | 103       | 18     |
| 1788 | 509       | 88     |
| 1869 | 846       | 120    |
| 1900 | 747       | 133    |
| 1930 | 656       | 135    |
| 1950 | 432       | 137    |
| 1970 | 337       | 120    |
| 1980 | 302       | 131    |
| 1990 | 287       | 136    |
| 2003 | 265       | 145    |
| 2007 | 242       | 146    |

## Sehenswürdigkeiten
- Kirche (Kostel Nejsvětější Trojice) erbaut 1873 im neoromanischen Stil
- Kirche des heiligen Jakob (Kostel sv. Jakuba) in Letařovice
- Denkmal des Johannes Nepomuk in Socha

## Wirtschaft
Im Ort befinden sich ein Gasthaus und 2 Pensionen.

## Verkehr
Der Bahnhof Bělá liegt an der Bahnstrecke von Reichenberg nach Altpaka. Ein Haltepunkt befindet sich an der Bahnstrecke von Altpaka (Stará Paka) nach Trautenau.
Durch den Ort führt die Straße II. Klasse von Košťálov nach Stará Paka und der Radweg 4277.